# NGC 305
NGC 305 este un asterism situat în constelația Peștii. A fost descoperit în 17 octombrie 1825 de către John Herschel.